# Ekkehard Schulreich
Ekkehard Schulreich (* 1968 in Leipzig) ist ein deutscher Schriftsteller und Lyriker.
Er lebt in Leipzig und ist als Redakteur bei der Leipziger Volkszeitung tätig. Nach ersten Buchveröffentlichungen mit Lyrik und Prosatexten gab er von 2007 bis 2013 auch eine vierbändige Sachbuchreihe mit Biografien beziehungsweise Dölitzer Lebensbildern heraus.

## Bibliografie

### Prosa / Lyrik
- Blechbier. Poetische Texte. Verlag Die Scheune, Dresden 1997 ISBN 978-3-931684-12-9.
- Abräume. Ein literarischer Landgang mit Grafiken von Michael Wilhelm. Verlag Die Scheune, Dresden 2001 ISBN 978-3-931684-69-3.
- Fette Jahre. Lyrik. Edition PaperONE, Leipzig 2008 ISBN 978-3-941134-14-0; Neuausgabe: fhl Verlag. Leipzig UG, Leipzig 2010 ISBN 978-3-942025-35-5.

### Sachbücher
- Dölitzer Lebensbilder, Band 1. Pro Leipzig, Leipzig 2007 ISBN 978-3-936508-32-1.
- Dölitzer Lebensbilder, Band 2. Pro Leipzig, Leipzig 2009 ISBN 978-3-936508-51-2.
- Dölitzer Lebensbilder, Band 3. Pro Leipzig, Leipzig 2011 ISBN 978-3-936508-65-9.
- Dölitzer Lebensbilder, Band 4. Pro Leipzig, Leipzig 2013 ISBN 978-3-936508-62-8.